# Franciszek Bunsch
Franciszek Bunsch (ur. 9 sierpnia 1926 w Bielsku, zm. 23 marca 2025 w Krakowie) – polski malarz i grafik, przedstawiciel krakowskiej szkoły grafiki warsztatowej, specjalizował się w metaforycznej wizji rzeczywistości. Wieloletni wykładowca i profesor Akademii Sztuk Pięknych w Krakowie. Syn malarza Adama, młodszy brat scenografa Alego.

## Życiorys
W roku 1938 rozpoczął naukę w gimnazjum w Bielsku, przerwaną wkrótce przez wybuch II wojny światowej. Podczas okupacji niemieckiej uczył się w Kunstgewerbeschule w Krakowie (Szkole Rzemiosła Artystycznego, plastycznej szkole zawodowej opartej nieoficjalnie na ograniczonym programie ASP, zamkniętej na początku 1943 r.). Zaraz po wojnie studiował malarstwo u prof. Eugeniusza Eibischa i grafikę pod kierunkiem profesorów Andrzeja Jurkiewicza, Ludwika Gardowskiego i Konrada Srzednickiego w Akademii Sztuk Pięknych w Krakowie (1945-1949), następnie odbył dwuletni staż w Akademie Výtvarných Umění w Pradze (1950-1951). Dyplom uzyskał w roku 1955.
W 1952 r. został asystentem prof. Ludwika Gardowskiego w pracowni drzeworytu w ASP w Krakowie. Po odejściu profesora na emeryturę w roku 1965 objął samodzielnie prowadzenie pracowni (w 1990 r. otrzymał tytuł profesora zwyczajnego), aż do czasu przejścia na emeryturę w roku 1996. Na uczelni pełnił różne funkcje programowe i organizacyjne, w tym dwukrotnie funkcję prorektora w latach 1972–1975 i 1984–1987.
Od roku 1951 brał udział w wystawach ogólnopolskich, regionalnych oraz w wystawach grafiki polskiej za granicą m.in.: w Belgii, Holandii, ZSRR oraz Rosji, Danii, Norwegii, NRD, na Kubie i Węgrzech, w Austrii, Czechosłowacji, Wenezueli, Urugwaju, Meksyku, Jugosławii, Bułgarii, Szwecji, Szwajcarii, Turcji, Japonii, Finlandii, Algierii, Tunezji, Islandii, Hiszpanii, Francji, Niemczech, Kanadzie i USA. Pokazał także ponad 30 wystaw indywidualnych, stając się jednym z cenionych reprezentantów nurtu metaforycznego grafiki warsztatowej, wykonywanej w tradycyjnych technikach. Punktem wyjścia dla jego twórczości graficznej bywały często dzieła i motywy literackie, jednak swobodna inspiracja materią literacką (Wejście do piekieł, Otchłań) prowadziła do przedstawienia własnej, onirycznej wizji (Motyl II, cykl Wyspy, a także Brama raju, Wędrowiec czy Monument), w której można dostrzec również nawiązanie do surrealizmu (Ogrodnik, Opowieść, Uskrzydlony, Animal).
Zajmował się również ilustracją książkową oraz opracowaniem graficznym wydawnictw, przygotowując takie pozycje, jak: m.in. cykle drzeworytów do J. de la Madelène Pan na Piaskowym Zamku (II nagroda na II Ogólnopolskiej Wystawie Książki i Ilustracji, Warszawa 1955) oraz Ballad i romansów A. Mickiewicza (wyróżnienie na Ogólnopolskim Konkursie na ilustracje do dzieł Adama Mickiewicza, Warszawa 1956), T. Kudlińskiego, Maska i oblicze teatru (1963, wraz z żoną, malarką Krystyną Bunsch-Gruchalską), a także ilustrując trylogię antyczną Olimpias, Parmenion, Aleksander K. Bunscha.
W latach 1960–1980 zaprojektował serie kart do gry, wydawane w wielkich nakładach przez Krakowskie Zakłady Wyrobów Papierowych (obecnie Fabryka Kart Trefl-Kraków), które następnie weszły do kanonu polskich wzorów kart.
Uprawiał jednocześnie sztukę ekslibrisu uczestnicząc w licznych wystawach (m.in. I nagroda na VII Międzynarodowym Przeglądzie Ekslibrisu im. P. Stellera w Katowicach w roku 2010), a także realizował unikatowe książki autorskie, m.in. Oko (2006), Fragmenty (2007), Cisza (2007), Motyle (2008).
Był ponadto autorem wielu publikacji o charakterze teoretycznym i podręcznikowym. W roku 2022 wydał książkę U kresu labiryntu, zawierającą wspomnienia, eseje oraz opowiadania, wyróżnioną nagrodą w III edycji Nagrody Krakowa Miasta Literatury UNESCO.
Za działalność pedagogiczną otrzymał Złoty Krzyż Zasługi (1973), Nagrodę Ministra Kultury i Sztuki I stopnia (1975) oraz Krzyż Kawalerski Orderu Odrodzenia Polski (1983).
W 1988 roku przyznano mu Nagrodę Miasta Krakowa za całokształt twórczości plastycznej.
W roku 1993 za wybitne zasługi dla kultury polskiej został odznaczony Krzyżem Oficerskim Orderu Odrodzenia Polski. Wyróżniono go także w 2017 r. odznaką „Honoris Gratia” w uznaniu zasług dla miasta Krakowa.
W roku 2021 Minister Kultury i Dziedzictwa Narodowego nadał mu Złoty Medal „Zasłużony Kulturze Gloria Artis”.

## Wystawy indywidualne
- 1960 – Kraków, BWA – grafiki
- 1962 – Szczecin, BWA – grafiki
- 1966 – Kraków, TPSP Pałac Sztuki – grafiki
- 1968 – Bratysława, Budapeszt, Praga, Sofia, Ośrodki Informacji i Kultury Polskiej
- 1970 – Kraków, Klub Dziennikarza, Szkice z podróży – tempery i rysunki
- 1974 – Armadale (Australia) – Langsam Galleries – grafiki
- 1976 – Kraków, Desa, Galeria „B" – grafiki
- 1979 – Katowice, Galeria Wydziału Grafiki ASP – grafiki
- 1980 – Zamość, BWA – grafiki
- 1986 – Kraków, BWA, Galeria „Arkady" – grafiki, tempery, rysunki
- 1987 – Lipsk (Niemcy), Ośrodek Informacji i Kultury Polskiej – grafiki, tempery, rysunki.
- 1987 – Bitterfeld (Niemcy), Ośrodek Kultury – grafiki
- 1987 – Kraków, Nowohuckie Centrum Kultury – grafiki, tempery, rysunki
- 1988 – Warszawa, Galeria TEST – grafiki, tempery
- 1989 – Lublin, Mała Galeria Grafiki – grafiki
- 1989 – Kraków, Galeria w Hotelu Forum – grafiki
- 1991 – Madryt (Hiszpania), Galeria Detursa – grafiki
- 1996 – Kraków, Wydział Grafiki ASP – grafiki
- 1997 – Lubin, Galeria Zamkowa – grafiki, tempery
- 1998 – Wrocław, Galeria Miejska – grafiki, rysunki
- 1999 – Kraków, Nowohuckie Centrum Kultury – grafiki, tempery
- 2001 – Kraków, Pałac Sztuki Towarzystwa Przyjaciół Sztuk Pięknych – grafiki, tempery
- 2008 – Kraków, Galeria Jednej Książki, ASP – ekslibrisy i książki autorskie
- 2013 – Kraków, Galeria „Oko dla Sztuki”, Międzynarodowe Triennale Grafiki – grafiki
- 2014 – Warszawa, Galeria Katarzyny Napiórkowskiej – grafiki
- 2014 – Wrocław, Galeria Domus – grafiki
- 2015 – Kraków, Galeria Centrum NCK, Franciszek Bunsch – rysunek a grafika, Wystawa towarzysząca Międzynarodowemu Triennale Grafiki Kraków-2015 – grafiki, rysunki, tempery
- 2016 – Szczecin, Zamek Książąt Pomorskich, Galeria Północna, Sygnowano: Bunsch – grafiki, rysunki, tempery
- 2016 – Szczecin, Książnica Pomorska, Od pomysłu do projektu – projektowanie kart do gry
- 2016 – Kraków, Galeria Ekslibrisu DK Podgórze, Prof. Franciszek Bunsch – ekslibrisy i małe grafiki
- 2017 – Szczecin, Książnica Pomorska, Grafika z książką w tle – grafiki, ilustracje, ekslibrisy
- 2018 – Zielona Góra, Galeria Biblioteki Norwida, Franciszek Bunsch. Malarstwo, rysunek, grafika
- 2018 – Kraków, Galeria ASP, Uniwersytet Ekonomiczny oraz Galeria Centrum NCK, Franciszek Bunsch. Przestrzeń dla sztuki – grafika, rysunek, malarstwo. Trzy wystawy monograficzne[21] w ramach Open Eyes Festival, wydarzenie towarzyszące kongresowi Open Eyes Economy Summit 2018[22].
- 2020 – Bielsko-Biała, Muzeum Historyczne, Franciszek Bunsch – Powroty, prezentacja online[23]

## Prace w zbiorach
- Muzeum Narodowe w Krakowie i Warszawie
- Muzea we Wrocławiu, Bydgoszczy, Lublinie
- Biblioteka Jagiellońska
- Biblioteka Narodowa w Warszawie
- Muzeum w Skopje i w Pradze
- Muzeum Miedzi w Legnicy
- Muzeum Uniwersytetu Jagiellońskiego

## Opracowania i publikacje autorskie
- Dzieje nauczania grafiki w ASP w Krakowie w latach 1939-1968, „Zeszyty Naukowe ASP w Krakowie", 1972.
- Drzeworyt – podręcznik techniki (część podręcznika ogólnego), „Zeszyty Naukowe ASP w Krakowie", 1972.
- Fotografia i obraz (Widzenie fotograficzne i widzenie malarskie), „Fotografia" 1984, nr 3 i Wyd. Wydziału Grafiki ASP, Kraków 1986.
- Kształcenie grafików w krakowskiej ASP (wstęp do katalogu wystawy Grafika w krakowskiej ASP), Kraków 1986.
- Krakowska szkoła grafiki (artykuł polemiczny), Wyd. Wydziału Grafiki ASP, Kraków 1986.
- Związki polskiego drzeworytu współczesnego z tradycją drzeworytu japońskiego, wykład inauguracyjny w Centrum Sztuki i Techniki Japońskiej Manggha w Krakowie 1995 oraz Wyd. Wydz. Grafiki ASP, Kraków 1995.
- W obronie wyobraźni, [w:] Problemy współczesnej edukacji kulturalnej dzieci i młodzieży, materiały posesyjne, WSSP, Kraków 1990.
- Pogmatwane początki, artykuł do katalogu I Wystawa Sztuki Nowoczesnej – pięćdziesiąt lat później, Galeria Starmach, Kraków 1998 oraz „Wiadomości ASP" 2003, nr 25, s. 7-11.
- O pożytku nauki liternictwa, „Wiadomości ASP" 2002, nr 21.
- Rozważania o strukturze ASP w Krakowie, s. 9-10 oraz Przyszłość a tradycja, s. 11, „Wiadomości ASP" 2004, nr 29.
- Prof. Ludwik Gardowski – wspomnienie w 40 rocznicę śmierci, „Wiadomości ASP" 2005, nr 33, s. 18.
- Czterdziestolecie oraz Grafika i pamięć, Stowarzyszenie Międzynarodowe Triennale Grafiki, Kraków 2006, s. 74-76 oraz „Wiadomości ASP" 2006, nr 36, s. 5-6.
- Zbiory grafiki krakowskiej Akademii Sztuk Pięknych, „Wiadomości ASP" 2006, nr 36, s. 22-23.
- Rozdziały: Papier, s. 12-13, Rycina, s. 14-15, Drzeworyt, s. 19-27, [w:] Grafika artystyczna – podręcznik warsztatowy, Akademia Sztuk Pięknych w Poznaniu 2007.
- Kilka uwag o ekslibrisie oraz O książeczkach autorskich, wstęp do katalogu wystawy Franciszek Bunsch – ekslibrisy, książeczki autorskie, Biblioteka Główna ASP w Krakowie 2008 oraz „Wiadomości ASP" 2008, nr 14, s. 11.
- Na marginesie wystawy drzeworytu polskiego, [w:] Wielość w jedności – Drzeworyt polski po 1900 roku. Materiały z sesji naukowej, Muzeum Okręgowe w Bydgoszczy 2009, s. 15-19.
- Na marginesie wystawy, wstęp do katalogu Franciszek Bunsch – wystawa grafiki, Galeria „Oko dla Sztuki”, Kraków 2013.
- Powrót Odysa – po latach, „Wiadomości ASP" 2014, nr 66, s. 71-73.
- Od pomysłu do projektu – projektowanie kart do gry, [w:] Od pomysłu do projektu – projektowanie kart do gry. Krystyna Bunsch-Gruchalska & Franciszek Bunsch, Szczecin 2016, s. 3-9.

## Grafiki

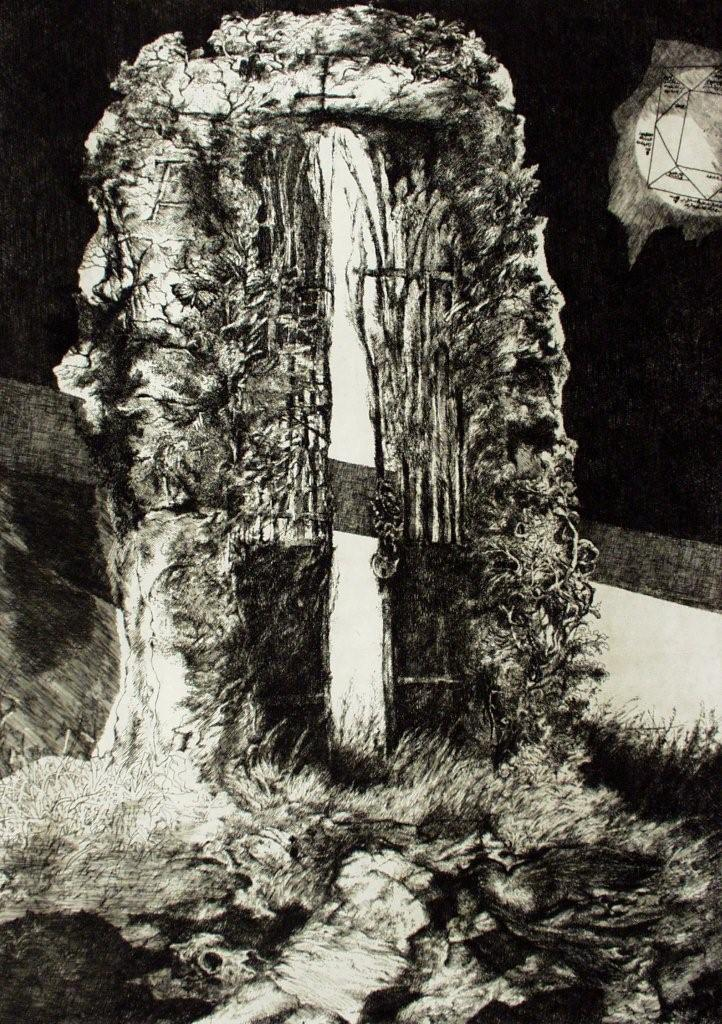
Brama raju
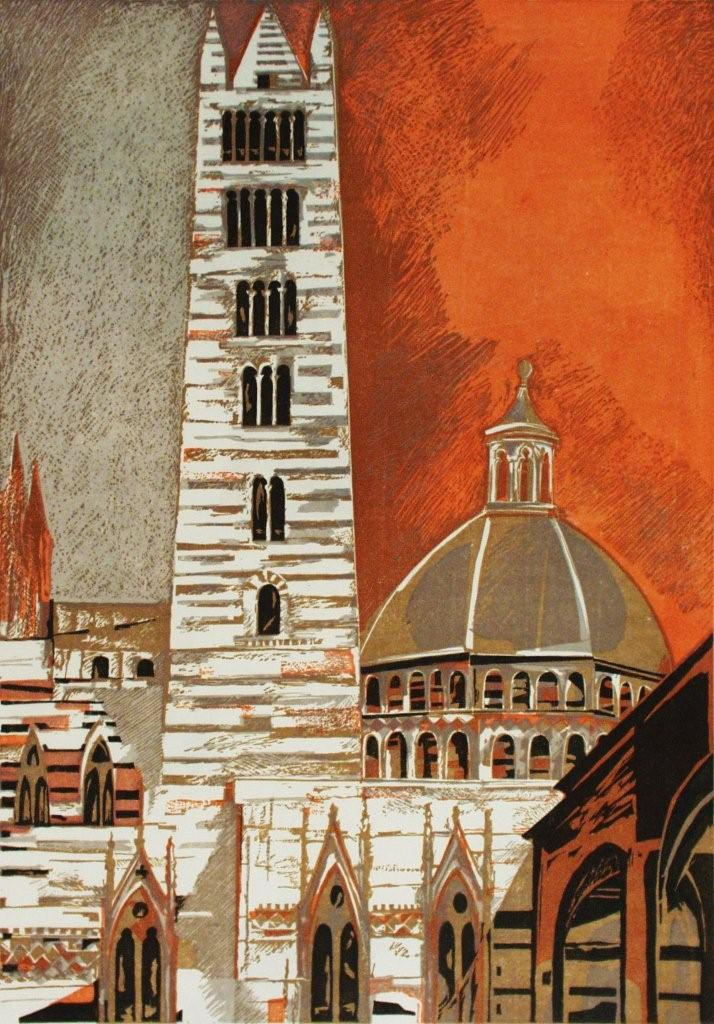
Katedra
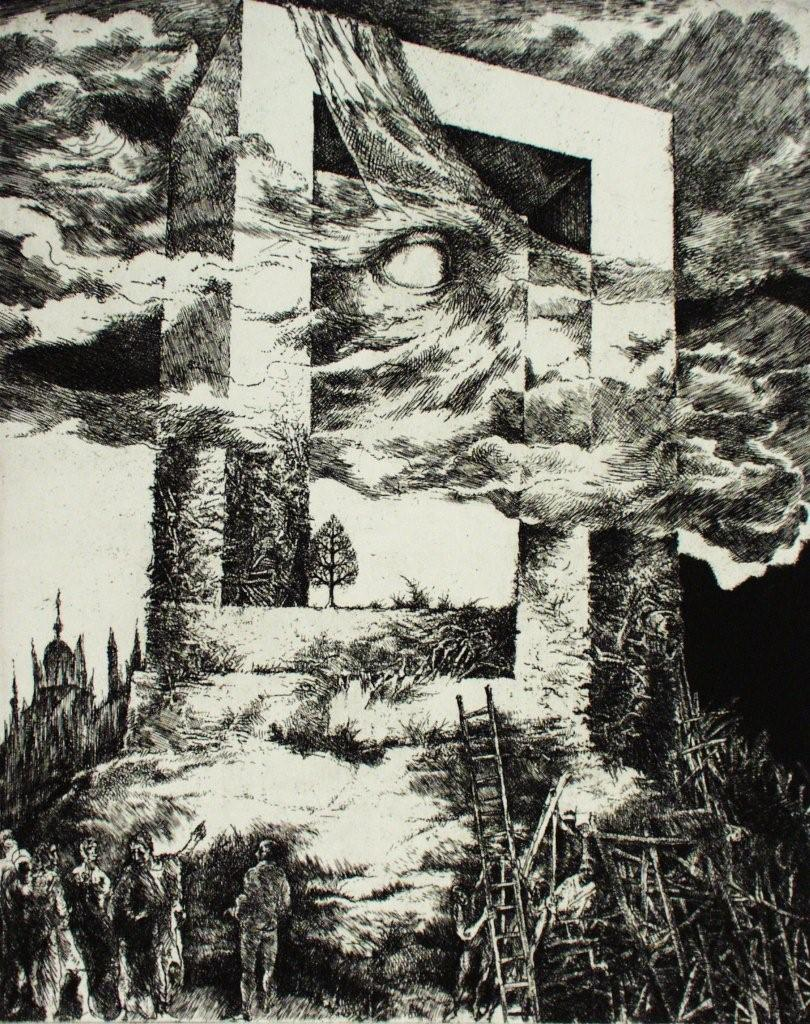
Monument
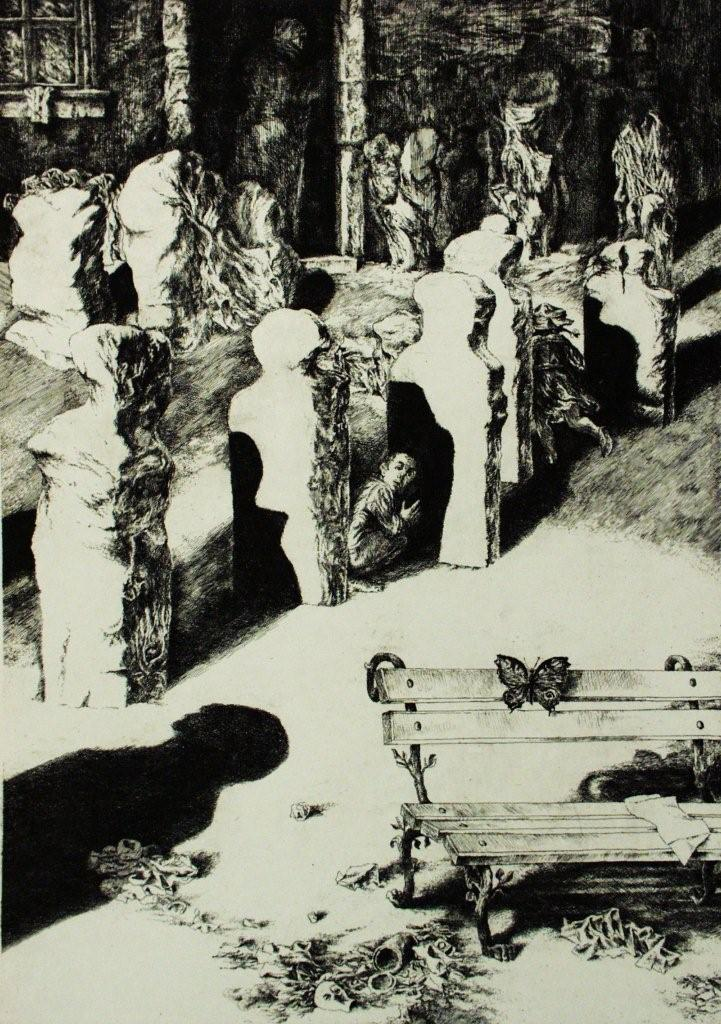
Motyl II
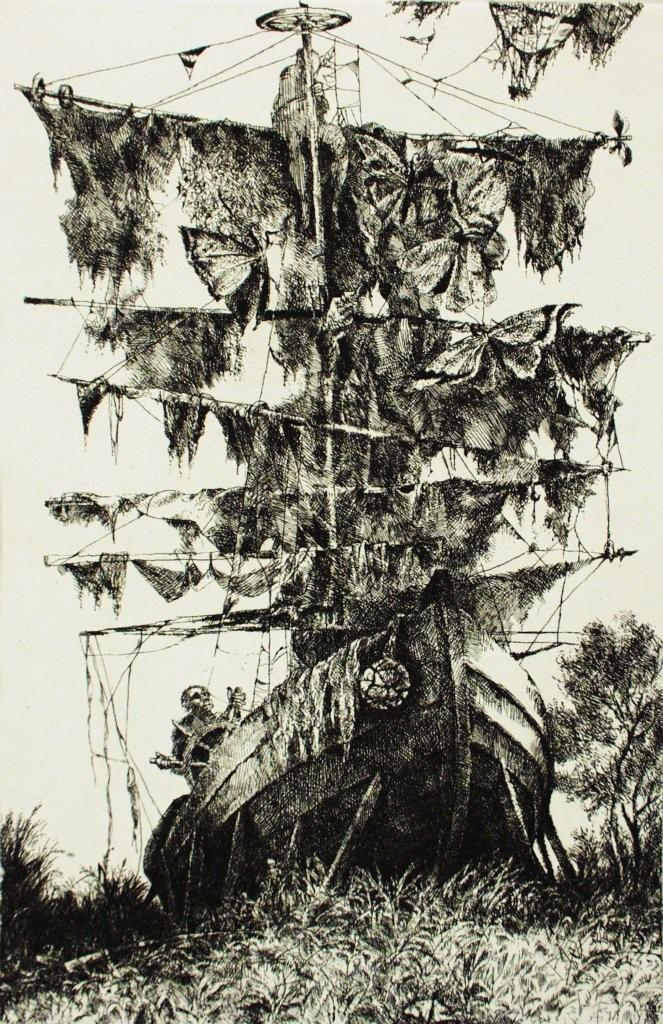
Navigare...
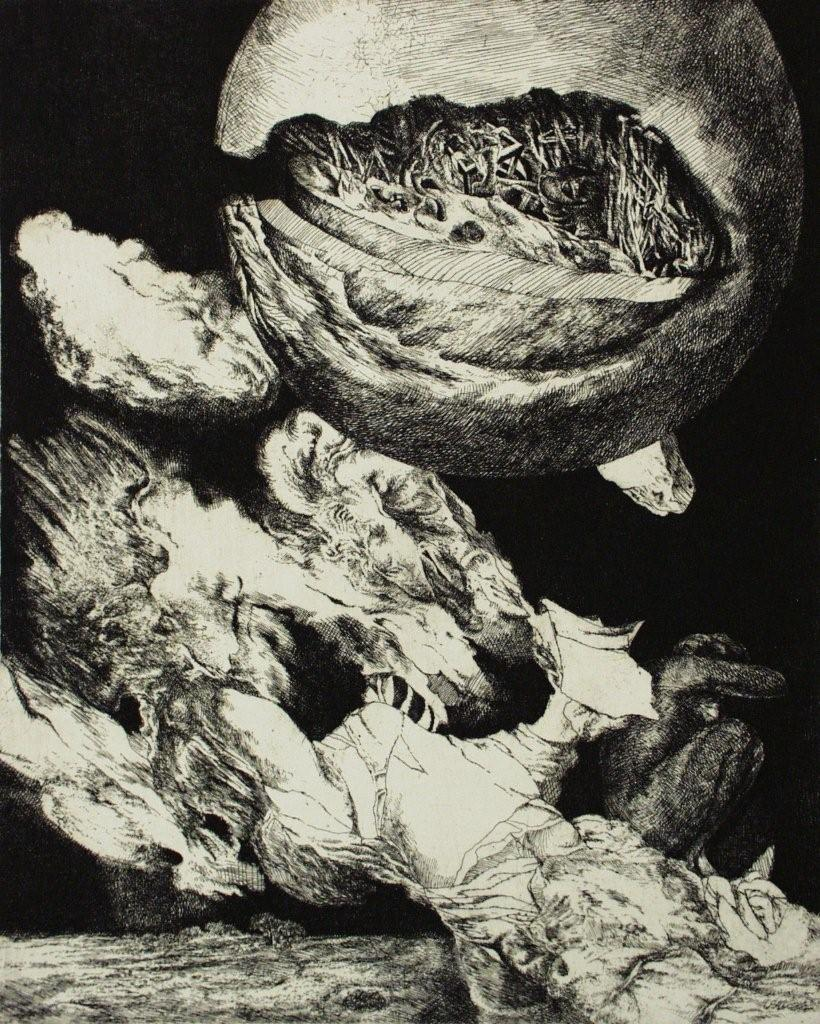
Owoc
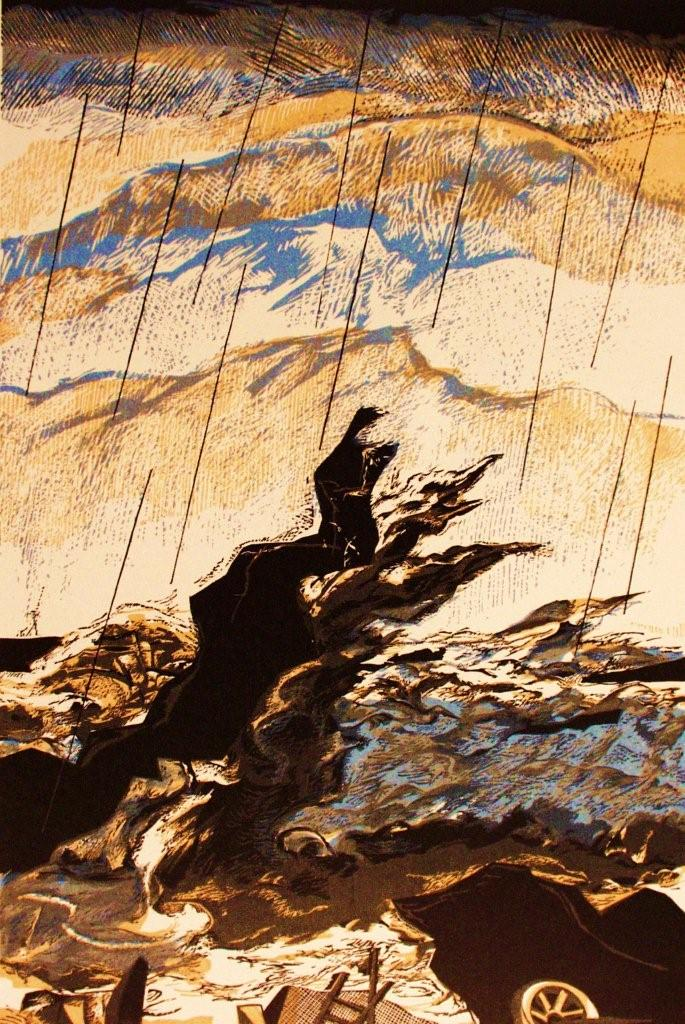
Powódź
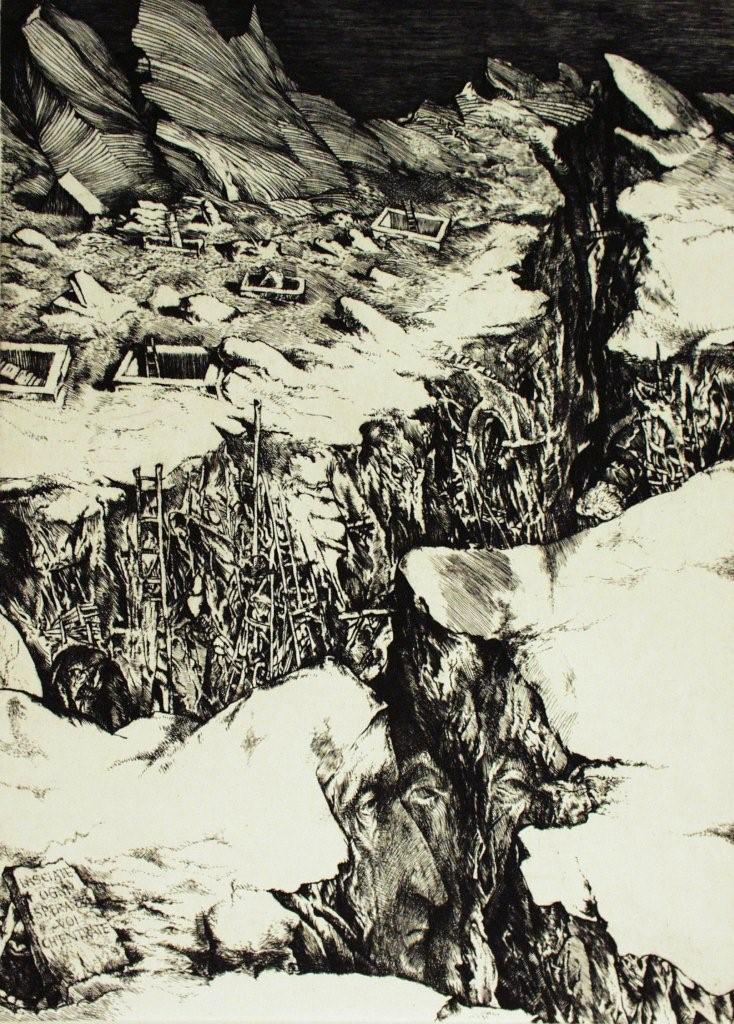
Wejście do Piekieł (Dante)
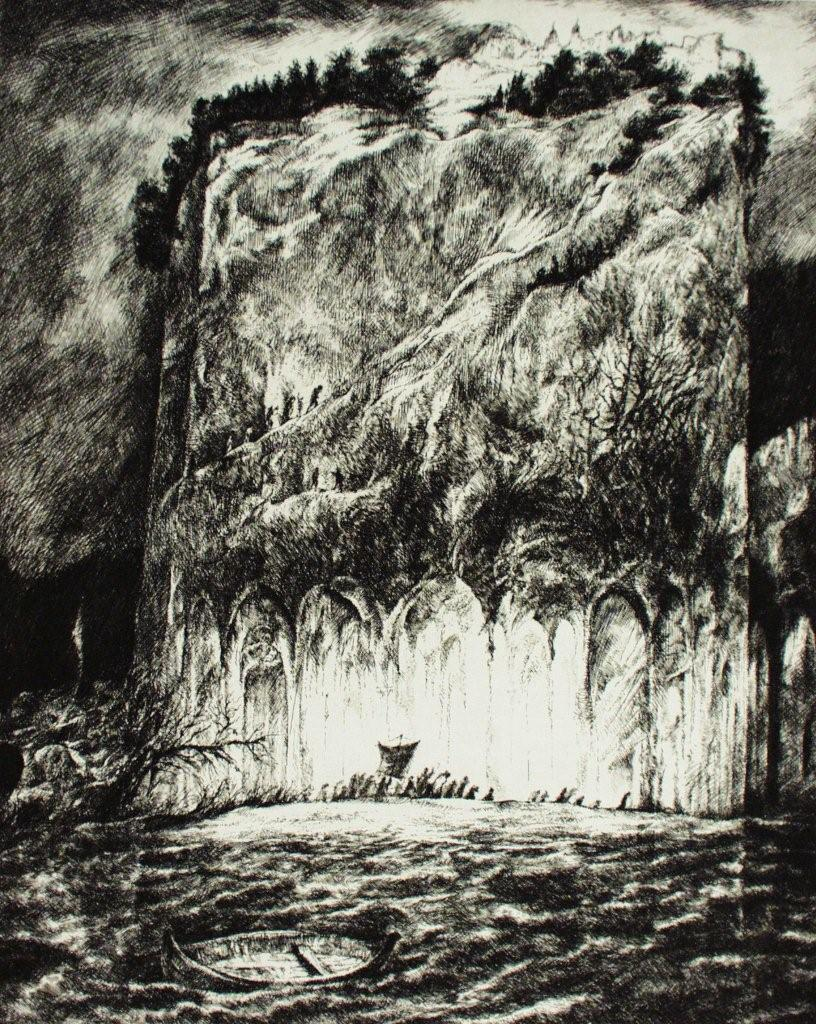
Wyspa nadziei
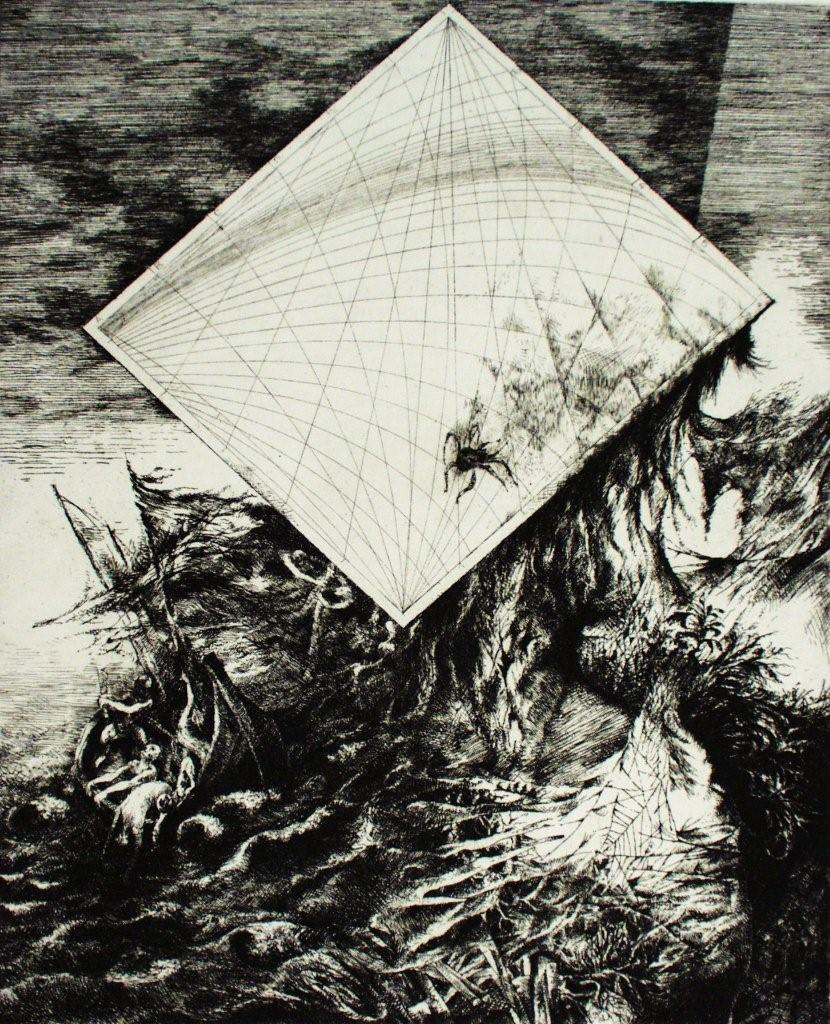
Wyspa nieoznaczona
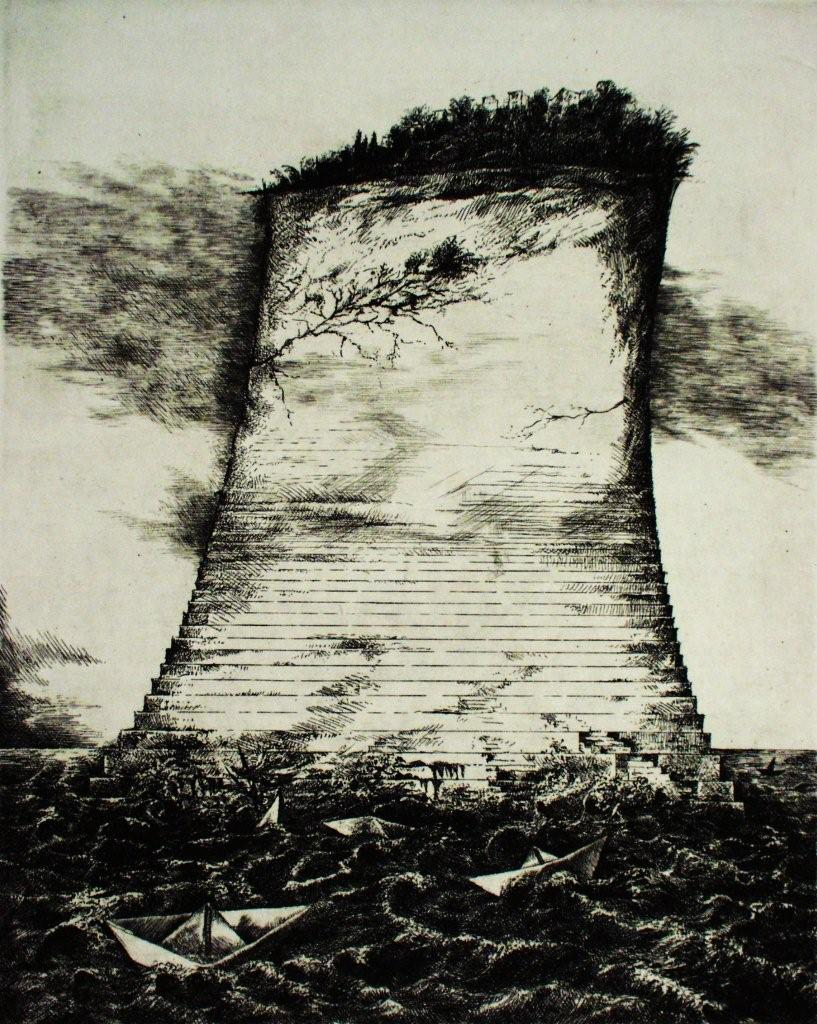
Wyspa szczęścia
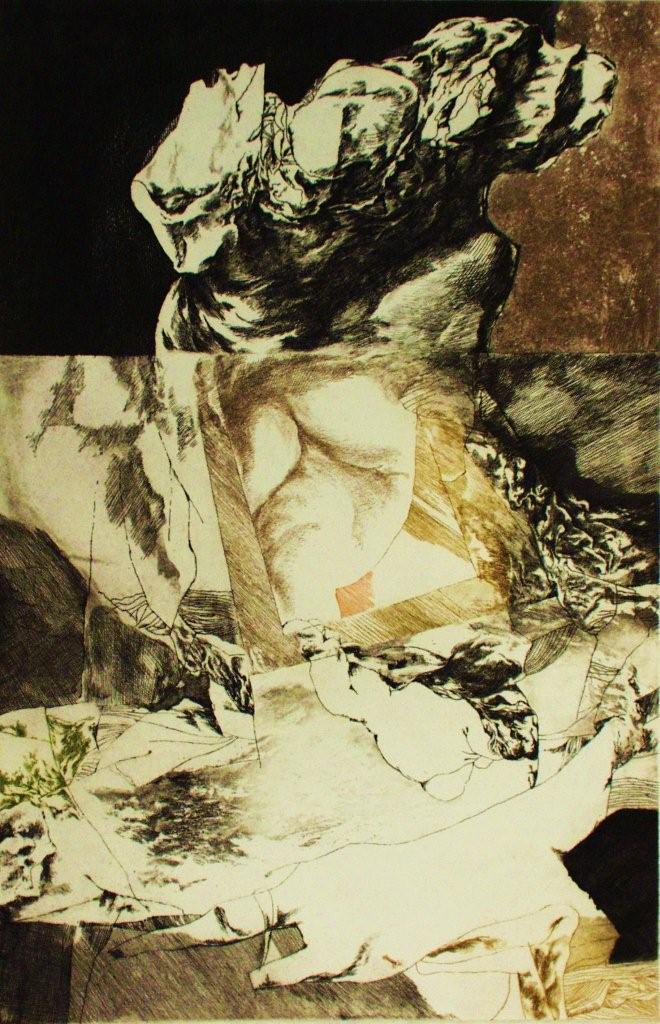
Zwierciadło